# Заманилки
Заманилки — село в Целинном муниципальном округе Курганской области России.

## География
Село находится на юго-западе Курганской области, в пределах юго-западной части Западно-Сибирской равнины, в лесостепной зоне, на берегах озера Станового, на расстоянии примерно 18 километров (по прямой) к северо-западу от села Целинного, административного центра округа.
Абсолютная высота — 167 метров над уровнем моря.

### Климат
Климат характеризуется как резко континентальный, с холодной продолжительной малоснежной зимой и жарким сухим летом. Средняя продолжительность безморозного периода составляет 113 дней. Среднегодовое количество атмосферных осадков — 397мм.

## История
До упразднения уездно-губернского деления село Заманиловка — волостной центр Заманиловской волости Челябинского уезда в Челябинской губернии (1919—1923), Оренбургской губернии (до 1919).
По данным на 1926 год являлось административном центром Заманиловского сельсовета Усть-Уйского района Челябинского округа Уральской области.

## Население
| 1989 | 2002 | 2010 | 2012 | 2013 | 2014 | 2015 |
| ---- | ---- | ---- | ---- | ---- | ---- | ---- |
| 882  | ↘775 | ↘518 | ↘498 | ↘462 | ↘434 | ↘417 |
| 2016 | 2017 | 2018 | 2019 | 2020 |      |      |
| ↘410 | ↗419 | ↘406 | ↘401 | ↘384 |      |      |

По данным переписи 1926 года в селе проживало 1106 человек (510 мужчин и 596 женщин), в том числе: русские составляли 96 % населения, киргизы — 4 %.

### Гендерный состав
По данным Всероссийской переписи населения 2010 года в гендерной структуре населения мужчины составляли 46,3 %, женщины — соответственно 53,7 %.

### Национальный состав
Согласно результатам Всероссийской переписи населения 2002 года, в национальной структуре населения русские составляли 87 %.

## Инфраструктура
Личное подсобное хозяйство с зоной сельскохозяйственного использования, индивидуальная застройка усадебного типа. По данным на 1926 год состояло из 236 хозяйств.
Основа экономики — сельское хозяйство.
Заманилская средняя общеобразовательная школа. Дом культуры

## Транспорт
Автобусное сообщение с райцентром. Остановка общественного транспорта «Заманилки».